# 허리케인 플로렌스 (2006년)
허리케인 플로렌스(Hurricane Florence)는 2006년 9월, 버뮤다와 캐나다의 뉴펀들랜드 래브라도주를 강타한 대형 허리케인이다.

## 허리케인의 진행

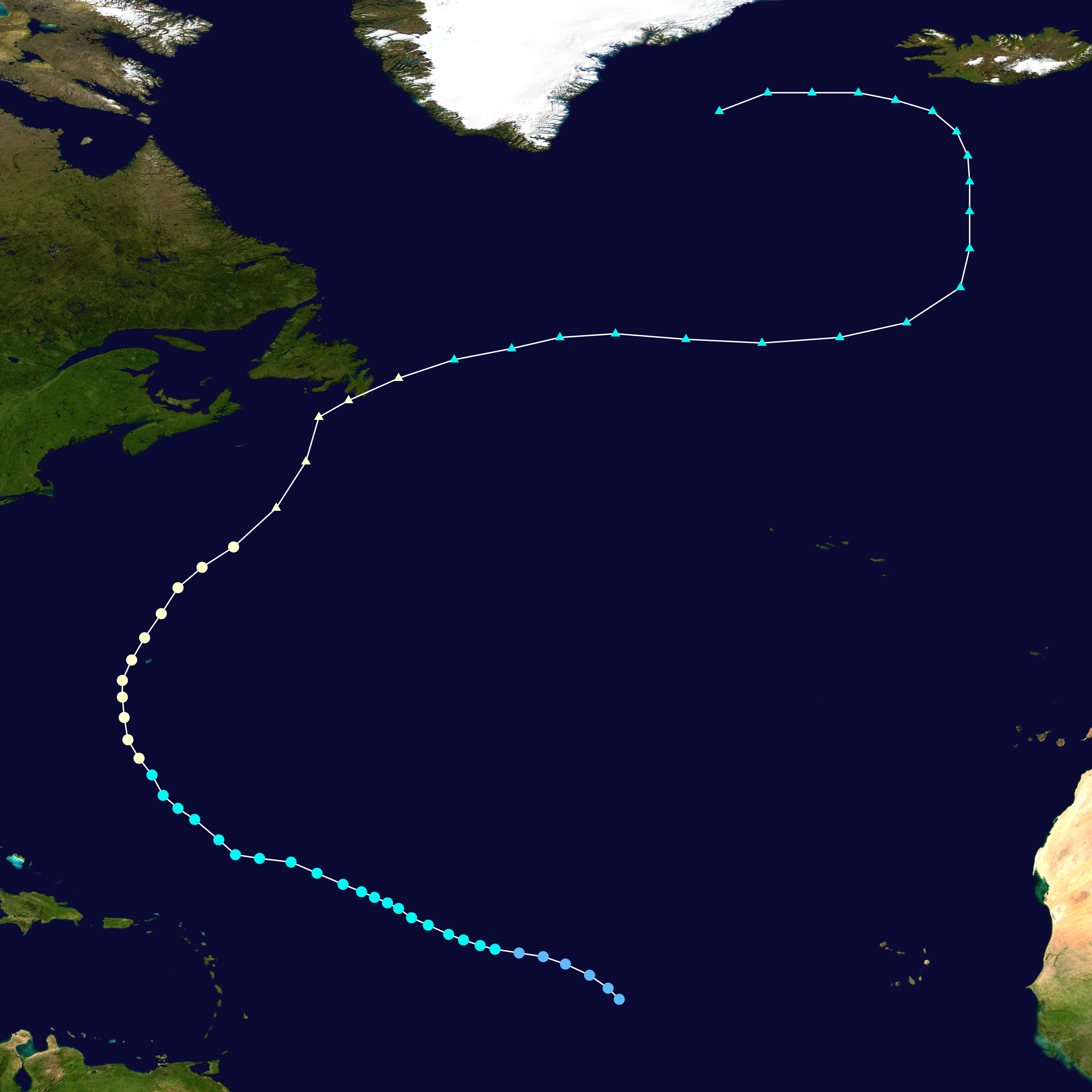
허리케인 플로렌스의 경로